# 程可則
程可則（？—？），字周量，一字湟溱，號石臞。廣東南海人。
順治九年（1652年）壬辰會試第一，卻以“悖戾經旨”除名，牽連考試官胡統虞被降三級。順治十七年春（1660年）為撰文中書，再遷為郎中，出知廣西桂林府，以幹練著稱。嶺南七子之一。著有《海日堂集》、《遙集樓詩草》、《萍花草》等。